# Wellerman
«Soon May the Wellerman Come» — народна пісня новозеландських китобоїв, більш відома як «Wellerman» (1860-70). У пісні, що виникла в Новій Зеландії, часто згадуються «веллермени», кораблі постачання, що належали братам Веллер. Пісня була вперше опублікована в збірці Новозеландських народних пісень в 1973 році. Зміст пісні отримав академічну похвалу як «справжнє культурне вираження експлуатованих робітників, для яких „цукор, чай і ром“ давали такий необхідний перепочинок від важкої роботи і важкої праці повсякденного життя».
У 2020 і 2021 роках нові версії британської музичної фолк-групи Longest Johns і шотландського музиканта Натана Еванса стали вірусними хітами на сайті TikTok, що призвело до «божевілля в соціальних мережах» навколо морських шанті та моряцьких пісень.

## Історія
Історія пісні, безпосередньо пов'язана з історією китобійного промислу в Новій Зеландії, простягається з кінця вісімнадцятого століття до 1965 року. У 1831 році англійці, брати Веллер (Едвард, Джордж і Джозеф), які мігрували в Сідней в 1829 році, заснували китобійну станцію в Отакоу (Otakou) недалеко від сучасного Данідіна на Південному острові Нової Зеландії, приблизно за сімнадцять років до першого британського поселення Данідін.
Виступаючи на святкуванні століття в 1931 році, генерал-губернатор Нової Зеландії лорд Бледисло (Сер Чарльз Батерст, 1867—1958) згадав, як брати Веллер під час своєї подорожі в Нову Зеландію "принесли на «Люсі Енн» (барк братів Веллер) багато рому і чимало пороху … ". З 1833 року брати Веллер продавали провізію китобоям в Новій Зеландії зі своєї бази в Отаку, яку вони назвали «Отаго» (Otago), що приблизно відповідає вимові місцевих маорі. Їх стали називати « Веллермени» (wellermen). На відміну від китобійного промислу в Атлантиці і північній частині Тихого океану, китобої Нової Зеландії практикували китобійний промисел з берега, що вимагало від них обробки туш китів на суші. Індустрія залучала в Нову Зеландію китобоїв із різних верств суспільства, включаючи не тільки з Британських островів, але також корінних американців, жителів островів Тихого океану і корінних австралійців. Китобійні судна залежали від хороших відносин з місцевим народом маорі, а китобійна промисловість інтегрувала маорі в світову економіку і призвела до сотень змішаних шлюбів між китобоями і місцевими маорі, включаючи самого Едварда Веллера, який двічі був одружений з жінками маорі зв'язуючи Веллерів з однією з найвідоміших місцевих сімей маорі, Еллісонами.
Вважається, що пісня була написана в Новій Зеландії приблизно в 1860—1870 роках. Хоча її авторство невідоме, вона могла бути написана юнгою або береговим китобоєм і, можливо, служила робочою піснею, яку китобої співали, коли вбивали і розрізали кита. Спочатку вона була зібрана приблизно в 1966 році вчителем музики і укладачем народних пісень з Нової Зеландії Нілом Колкухауном (Neil Colquhoun) у якогось Ф. Р. Вудса (F. R. Woods). Вудс, якому в той час було за 80, нібито чув цю пісню, а також пісню «John Smith A. B.» від свого дядька. Пісня під назвою «Джон Сміт А. Б.»(«John Smith A. B.») була надрукована у випуску The Bulletin за 1904 рік, де її приписують якомусь Д. Х. Роджерсу (D.H. Rogers). Цілком можливо, що Роджерс був дядьком Вудса, і що Роджерс працював юнгою або береговим китобоєм на початку середини 19 століття, склавши обидві пісні в пізніші роки життя і в кінцевому підсумку передавши їх своєму племіннику. У 1973 році «Soon May the Wellerman Come» був включений до збірки Новозеландських народних пісень Колкухауна «Новозеландські народні пісні: пісні молодої країни» (New Zealand Folksongs: Songs of a Young Country).

## Синопсис
В тексті пісні описується китобійне судно під назвою «The Billy of Tea» (перекладається як „казанок для чаю“) і його полювання на кита. У пісні описується, як команда корабля сподівається, що „веллерман“ (судно братів Веллер, що доставляє провізію новозеландським китобоям) прибуде і принесе їм предмети розкоші, при цьому хор заявляє: „Скоро веллерман прибуде, привезе нам цукор, чай і ром“. Згідно з текстом пісні на вебсайті New Zealand Folk Song, „робітникам на цих китобійних станціях (берегові китобої) не платили зарплату, їм платили одягом, спиртними напоями та тютюном“. В китобійній індустрії Нової Зеландії XIX століття брати Веллер володіли судами, які продавали продукти для китобійних суден. Хор триває, і команда співає в надії, що „одного разу, коли роботу (Tonguing) буде закінчено, ми підемо [в звільнювальну]“» У цьому контексті мається на увазі практика розрізання смужок китового жиру (Ворвань) для перетворення на лій.

## Запис
Пісня часто виконувалася та / або ремікшувалася, з більш ніж 10 записаними виконаннями в період з 1967 по 2005 рік. У 1990 році фолк-тріо з Нової Англії Гордон Бок, Енн Мейо Мьюїр і Ед Трікетт записали версію на своєму диску And So Will We Yet, спродюсованим лейблом Folk-Legacy Records з міста Шарон (Коннектикут) (США). У 2013 році веллінгтонське товариство морських шанті (Wellington Sea Shanty Society) випустило версію пісні на своєму альбомі Now That's What I Call Sea Shanties Vol. 1. Більш відоме виконання пісні було зроблено фолк-групою The Longest Johns із Брістоля (Англія) в їх збірці морських пісень Between Wind and Water що вийшла у 2018 році. У 2021 році після хвилі виконання в соцмережах (що отримало назву «ShantyTok», Лейк Девінір, член товариства Wellington Sea Shanty Society, помітив, що їхній запис пережив новий сплеск популярності.

## Популярні адаптації
Версія шотландського музиканта Натана Еванса ще більше підвищила популярність пісні, що призвело до сплеску інтересу до морських шанті, появі безлічі реміксів і нових версій. Версія Еванса отримала високу оцінку за «справжнє почуття стоїчного терпіння», яке привернуло молодих людей в ізоляції, які, як китобої XIX століття «точно так само топчуться на місці». Через те, що версія Еванса з'явилася на TikTok, тенденція співати і показувати морські шанті, такі як «Soon May the Wellerman Come» в соціальних мережах, отримала назву «ShantyTok».
Пісня, спільно створена Натаном Евансом і реміксерами 220 Kid і Білленом Тедом, досягла 2-го місця (пробувши там кілька тижнів, а всього 7 тижнів в кращій Трійці Top 3), а потім і вершини в офіційному британському хіт-параді синглів UK Singles Chart і 1-го місця з продажу. Нова версія пісні з німецькою групою Santiano вийшла як сингл 19 лютого 2021 року.
5 липня 2021 року українська мисткиня Eileen (Олена Андросова) виклала на своєму каналі в youtube під назвою «Підмога» переклад пісні українською у власному виконанні, який за рік набрав понад два мільйони переглядів.